# Петров, Владимир Валерьевич
Владимир Валерьевич Петров (бел. Уладзімір Валер'евіч Пятроў; 24 апреля 1979, Волковыск, Гродненская область) — белорусский футболист, полузащитник.

## Биография
Воспитанник ДЮСШ города Волковыск, первый тренер — Евгений Геннадьевич Савостьянов. Позже перешёл в гродненскую СДЮШОР № 6. Закончил среднюю школу № 7 Волковыска в 1996 году. Взрослую карьеру начинал в низших лигах Белоруссии в клубах «Химволокно» (Гродно), «Смена» (Волковыск), «Неман-2» (Гродно).
В ходе сезона 1996 года переведён в главную команду гродненского «Немана», где за следующие четыре сезона сыграл около 100 матчей. В 2000 году выступал за «Неман» (Мосты) в первой лиге, на следующий год вернулся в гродненский клуб и провёл последний сезон в его составе.
В 2002 году перешёл в клуб «Славия-Мозырь», провёл в его составе два с половиной сезона в высшей лиге. Осенью 2004 года сыграл 3 матча за «Динамо» (Брест), после этого на высшем уровне больше не выступал.
В 2005 году в составе «Сморгони» — бронзовый призёр первой лиги. В 2006 году в составе клуба «Динамо-Белкард» (Гродно) стал победителем второй лиги, но вскоре после повышения в классе покинул клуб. В конце профессиональной карьеры несколько лет играл за «Неман» (Мосты) во второй лиге. Затем выступал на любительском уровне за «ФСК Гродненский» (Скидель), в 2014 году в его составе сыграл 3 матча в Кубке Белоруссии.
Всего в высшей лиге Белоруссии сыграл 168 матчей и забил 4 гола, из них за гродненский «Неман» — 110 матчей и 2 гола.
После окончания спортивной карьеры работает тренером детско-юношеских команд «Немана». С командой юношей 2004 года рождения выиграл первенство Белоруссии сезона 2019/20.